# Insularna umjetnost
Insularna umjetnost (tj. otočna umjetnost) ili hiberno-saska umjetnost je poslijerimska umjetnost na Britanskom otočju i Irskom otoku od 7. stoljeća do vikinških invazija u 9. stoljeću (nakon čega dolazi do pojave anglosaske umjetnosti). U Irskoj je pak prisutna do 12. stoljeća kada ju zamjenjuje romanika. Nastala je fuzijom germanske (preko Angla i Sasa) i keltske umjetnosti, prvenstveno u oblikovanju iluminiranih rukopisa, ali i u obradi metalnih predmeta i manje u kamenoj plastici.

## Povijest
Irska se preobraća na kršćanstvo sredinom 5. stoljeća s dolaskom misionara iz Britanije i Europe, dok se istovremeno u Engleskoj naseljavaju poganski Angli, Sasi i Juti. Izuzetna politička fragmentacija Irske i potpuni manjak urbanog razvoja spriječio je razvoj jake episkopalne strukture. Kao posljedica toga pojavljuje se monasticizam kao dominantna sila irskom kršćanstvu, a tako i u irskoj kršćanskoj umjetnosti.
Keltsko kršćanstvo daje poseban naglasak na misionarsku aktivnost. Oko 563. sveti Kolumba osniva samostan na škotskom otoku Ioni, iz kojeg je započeo preobraćenje piktskih pagana u Škotskoj. Ovo samostansko naselje dugo je ostalo ključnim središtem kršćanske kulture u sjevernoj Britaniji. Kolumbovi monasi kasnije sele u Northumbriju gdje 635. osnivaju samostan na otoku Lindisfarne iz kojega kreću u preobraćenje stanovništva sjeverne Engleske. Međutim, iz Rima je već započeo proces pokrštavanja Angla i Sasa s juga iz Kentskog samostana 597. godine. Dolazi do sukoba između irskih monaha i Rima oko dana proslave Uskrsa, što je za posljedicu imalo povlačenje irskih misionara iz Lindisfarnea natrag na Ionu. Međutim, vrlo raširena uporaba irskih dekorativnih oblika u engleskoj umjetnosti i obrnuto svjedoči o velikom značaju interakcije među ovim dvjema kulturama. Engleska će postepeno dolaziti pod sve veći mediteranski utjecaj, ali ne prije nego što su se irsko-keltska i anglo-saksonska umjetnost spojile.

## Iluminirani rukopisi
U najranijim rukopisima, kao što je psaltir sv. Kolumbe iz 7. stoljeća, prisutni su motivi spirala i zavojnica izravno preslikani iz keltskih emajliranih posuda i metalnih predmeta latenskog stila. Nakon psaltira sv. Kolume, dekoracija knjiga postepeno postaje sve kompleksnija, te se unose novi stilovi ukrašavanja, preuzeti iz drugih kultura. Na početku svakog evanđelja često nalazimo čitave stranice bogato dekorirane ukrasnim motivima bez ikakvog teksta, tzv. „tepih stranice”. Geometrijski motivi i isprepleteni uzorci mogli bi se objasniti i utjecajem egipatske koptske umjetnosti ili vjerojatnije utjecajem Bizanta, dok je povećana upotreba animalnih dekoracija je posljedica utjecaja germanske umjetnosti Angla i Sasa. Svi su se ti utjecaji i tradicije složili u zasebni stil kojeg se naziva hiberno-saksonski stil. Prvo važno djelo koje se moglo nazvati insularnim bila je Knjiga iz Durrowa iz kasnog 7. stoljeća, dok su najpoznatiji primjer tog stila Lindisfarnska evanđelja iz oko 750. – 850. godine. Iluminirani rukopisi kao što su Knjiga Kellsa i Lindisfarnska evanđelja postižu vrhunac u slikarski obrađivanom inicijalu. U Lindisfarnskim evanđeljima ima 45 različiti boja, a sve su napravljene od mljevenih minerala ili biljnih bojila. 
Knjiga Kellsa je vjerojatno stvorena u Ioni u 8. stoljeću. S provalom Vikinga 807. godine, monasi iz Ione bježe u Irsku, te odnose knjigu za sobom u grad Kells. Ovaj je rukopis najbogatije dekorirani primjer insularnog stila u kojemu se nalazi širok spektar motiva i tehnika ukrašavanja korištenih tijekom čitavog 8. stoljeća.
Insularna umjetnost se naposljetku širila preko irskih monaha na kopno i inspirirala je slikarstvo u samostanima kontinentalne Europe u romanici. Frankosaksonska škola je pojam za kasnokarolinšku školu oslikavanja rukopisa u sjeveroistočnoj Francuskoj koja je rabila ukrase insularnog stila, uključujući vrlo velike inicijale, ponekad u kombinaciji s figurativnim motivima. Ovaj „najustrajniji od svih karolinških stilova”, trajao je do 11.stoljeća
- Psaltir sv. Kolume, rano 7. stoljeće
- David iz djela Durham Cassiodorus, rano 8. stoljeće, ?Jarrow.
- Lindisfarnsko evanđelje, str. 27. Evanđelja po Mateju; oko 680.-720., boja na pergamentu, 34,3 x 23,5 cm, Britanska knjižnica, London
- Tzv. Tepih-stranica s križem prije Evanđelja po Mateju, Lindisfarnsko evanđelje.

## Obrada metala
U 7. stoljeću dolazi do preporoda metalurgije razvojem novih tehnika kao što je filigranstvo u zlatu, što je omogućilo manje i detaljnije ukrase. To je posebno vidljivo kod keltskih broševa, važnih statusnih simbola vladajuće elite, ali i samog klera koji ih je nosio kao dio odežde. Broš iz Tare i kalež iz Ardagha najspektakularniji su primjeri insularne umjetnosti. Kod tih primjera vidljive su sve moguće vještine na raspolaganju obrađivačima zlata onog doba: urezivanje metala (chip carving), filigranstvo, inkrustacija i ukrašavanje kvarcom.

## Kamena plastika
Umijeće prisutno kod obrade metala vidljivo je i kod izrade kamenih skulptura. Stotinama godina u Irskoj je postojao običaj postavljanja velikih drvenih križeva unutar dvorišta samostana. Drveni križevi su kasnije zamijenjeni kamenim križevima poznatima kao visoki križevi, koji su u pravilu bogato ukrašeni istim složenim motivima kao kod obrade zlata, a često i ljudskim figurama.
- Kamenje kralja Donierta, istočni Cornwall, 9. st.
- Tri pogleda na Easby križ iz Northumbrije, oko 800.–820.
- Muiredachov visoki križ, Monasterboice, Irska, 9. ili 10. st.
- Ardagh kalež, 8. st., srebro, Nacionalni muzej Irske, Dublin.
- Derrynaflan kalež, 8. ili 9. st., srebro, Nacionalni muzej Irske, Dublin.